# UVERworld
UVERworld (ウーバーワールド, Ūbāwārudo) é uma banda de rock japonesa com uma variedade do sub-gêneros rock mixados com estilos como pop, industrial, electronica, hip hop e noise. UVERchan, o mascote da banda, é um personagem "urso-morcego", que aparece em muitas capas de seus álbuns.

## História
Os seis membros da banda conhecida como UVERworld se formaram em 2003, e foi conhecido como Sound Goku Road ou popularmente, "Sangoku Road." A banda originalmente consiste de 7 integrantes, e lançaram um CD Demo que vendeu mais de 3 mil cópias. Infelizmente, o saxofonista Seika, deixou a banda (o outro foi Hiko, que deixou depois que se casou). Depois de sua partida, Ace∞trigger renomeou ele mesmo como TAKUYA∞ e a banda passou a se chamar UVERworld.
De acordo com uma entrevista que a banda teve outro vocalista que havia deixado a banda, entretanto esse vocalista não foi identificado; Mas parece que essa pessoa pode ter deixado algum tempo antes de Seika, como Seika é o único dos dois que participaram da demo e das fotos que continham shows ao vivo da banda pre-UVERworld.
2005 foi o ano em que a banda assinou com a gravadora gr8! records, que é afiliada da Sony Music Records. A banda fez seu álbum de estreia com o single "D-tecnoLife", que serviu como abertura da segunda temporada de Bleach. Depois de três meses lançaram seu segundo single, "CHANCE!", foi usado como tema para o jogo de PSP de Bleach: Heat the Soul 2 e foi o último single lançado em 2005.
Em 25 de Janeiro de 2006, "just Melody", o terceiro single da banda, terminou em 17.º lugar nas paradas da Oricon. Três semanas mais tarde, UVERworld lançou seu primeiro álbum, atingindo o top 10 na 5.ª posição e vendendo 60.000 cópias. Seika fez um breve retorno a banda, tocando saxofone na faixa 5, Yasashisa no Shizuku. Depois de três meses do lançamento, lançaram "Colors of the Heart" como tema de abertura da terceira temporada de Blood+, uma série de anime baseado em um filme animado, Blood: The Last Vampire. O single estreou como 3.º e foi a mais alta posição de singles do UVERworld até o momento. Seu 5.º single, intitulado "SHAMROCK", foi lançado em 2 de Agosto de 2006, e foi usado no tema de encerramento do J-Drama Dance☆Drill, um show sobre um grupo de garotas que desejam ser líderes de torcida. O 6.º single foi lançado em 15 de Novembro de 2006, intitulado "Kimi No Suki na Uta", a música foi usada como tema do programa da emissora de tv TBS chamado Koi Suru Hanikami! ou Honey Coming! de Outubro até Dezembro.
Em 21 de Fevereiro de 2007, UVERworld lançou seu segundo álbum chamado BUGRIGHT. Apresentou os singles que eles colocaram depois do lançamento de Timeless, e incluia as músicas "～Nagare・Kuukyo・THIS WORD～" (～流れ・空虚・THIS WORD～), que foi usada na trilha sonora do filme "The songs for DEATH NOTE the movie 〜the Last name TRIBUTE〜."
O terceiro álbum da banda, chamado PROGLUTION, foi lançado em 16 de Janeiro de 2008 e contém 18 faixas incluindo seus recentes singles "Ukiyo Crossing" (浮世CROSSING), "endscape", e "Shaka Beach ~Laka Laka La~" (シャカビーチ~Laka Laka La~) . Foram lançadas em duas formas, um CD normal e uma Edição Limitada contendo CD e DVD. PROGLUTION vendeu mais que 150.000 cópias.
Em 11 de Junho de 2008 foi lançado o single "Gekidou"(激動)/"Just break the limit!". Gekidou foi usado como tema da quarta abertura do anime D.Gray-man, enquanto a música Just break the limit! foi usada como suporte da bebida "POCARI SWEAT". Dois singles foram lançados em 2008, "Koishikute" (恋いしくて) e "Hakanaku mo Towa no Kanashi" (儚クモ永久のカナシ). Hakanaku mo Towa no Kanashi foi usado como abertura da segunda temporada do anime Mobile Suit Gundam 00. Nesse mesmo ano, eles fizeram seu primeiro show no Nippon Budokan.
Em Fevereiro de 2009, a banda lançou seu quarto álbum chamado AwakEVE.

## Músicas populares
- D-tecnoLife foi usada como abertura da segunda temporada do anime Bleach.
- CHANCE! foi usada como tema de abertura do jogo para videogame, Bleach: Heat the Soul 2.
- Colors of the Heart foi usada como tema de abertura da terceira temporada do anime Blood+.
- SHAMROCK foi usado como tema de encerramento do drama japonês, "Dance☆Drill".
- Kimi no Suki na Uta foi usado como música tema do programa, Koi Suru Hanikami!.
- Endscape foi usado como tema de abertura da primeira temporada do anime Toward the Terra.
- Zero No Kotae foi usado em um comercial para o jogo Musou Orochi.
- Ukiyo Crossing foi usado como música-tema do drama japonês, "Hataraki Man."
- Gekidou foi usado como tema de abertura da quarta temporada do anime D.Gray-Man.
- Just break the limit! foi usado como suporte de música para comercial da bebida Pocari Sweat.
- Hakanaku mo Towa no Kanashi foi usado como tema de abertura da segunda temporada do anime Mobile Suit Gundam 00.
- Core Pride foi usado como tema de abertura da primeira temporada do anime Ao no Exorcist.
- Fight for Liberty foi usado como tema de abertura da segunda temporada do anime Space Battleship Yamato 2199.
- Boku no Kotoba Dewa nai kore wa Bokutachi no Kotoba foi usada como tema de abertura da primeira temporada do anime Arslan Senki.
- I LOVE THE WORLD foi usada como tema de abertura do jogo MMORPG, Dragon Nest.
- Itteki no Eikyou foi usada como tema de abertura do anime Ao no Exorcist: Kyoto Fujouou-hen.
- ODD FUTURE foi usada como tema de abertura  do anime Boku no Hero Academia 3.
- Touch Off foi usada como tema de abertura do anime Yakusoku no Neverland

## Integrantes

### Formação atual
- TAKUYA∞ - vocais, programador
- Katsuya - guitarra base, teclados, vocais de rap
- Akira - guitarra solo, programador, backing vocals
- Nobuto - baixo
- Shintarou - bateria, percussão
- Seika - saxofone, retornou à banda em março de 2014a

### Antigos membros
- Hiko - vocais, rap

## Discografia

### Álbuns
- Timeless (2006)
- BUGRIGHT (2007)
- PROGLUTION (2008)
- AwakEVE (2009)
- LAST (2010)
- LIFE 6 SENSE (2011)
- THE ONE (2012)
- Ø CHOIR (2014)
- Tycoon(2017)
- UNSER(2019)

### Singles
- "D-tecnoLife"
- "CHANCE!"
- "Just Melody"
- "Colors of the Heart"
- "SHAMROCK"
- "Kimi no Suki na Uta"
- "Endscape"
- "Shaka Beach ~Laka Laka La~"
- "Ukiyo Crossing"
- "Gekidou/Just break the limit!"
- "Koishikute"
- "Hakanaku mo Towa no Kanashi"
- "GO-ON"
- "Kanashimi wa Kitto"
- "GOLD"
- "Qualia"
- "NO.1"
- "MONDO PIECE"
- "CORE PRIDE"
- "BABY BORN & GO / KINJITO"
- "7th Trigger"
- "THE OVER"
- "REVERSI"
- "Fight for liberty / Wizard Club"
- "Nano second"
- "Nanokame no Ketsui"
- "Boku no Kotoba Dewa nai kore wa Bokutachi no Kotoba"
- "I LOVE THE WORLD"
- "WE ARE GO/ALL ALONE"
- "Itteki no Eikyou"
- "DECIDED"